# Robin Hood (película de 1973)
Robin Hood es una película de animación producida por Walt Disney Productions, dirigida por Wolfgang Reitherman. La película está basada en la popular leyenda de «Robin Hood», usando animales antropomórficos en lugar de personas. Fue estrenada en Estados Unidos el 8 de noviembre de 1973.
Algunas reseñas han criticado retrospectivamente la película por su excesivo uso de animación reciclada de películas anteriores de Disney. Sin embargo, su reputación ha crecido positivamente con el tiempo y desde entonces se ha convertido en un clásico de culto.

## Argumento
La película es narrada por un juglar llamado Alan-a-Dale que cuenta la historia de Robin Hood, Fraile Tuck y Little John, tres amigos que viven en el bosque de Sherwood junto con su banda, viven robando a los ricos y dando el fruto de aquellos robos a la gente pobre de Nottingham. Ellos son constantemente perseguidos por el Sheriff de Nottingham y sus hombres, los cuales se encuentran bajo las órdenes del malvado y cruel Juan I de Inglaterra, el cual se apodera del trono y se convierte en un malvado tirano, cuando su hermano mayor (Ricardo I de Inglaterra) se fue a las Cruzadas en una guerra medieval. En el relato, Juan y sus guardias pasan por Nottingham, recogiendo los impuestos, pero son engañados por Robin y Little John al disfrazarse de adivinadores.
Robin Hood está enamorado de Lady Marian, que comparte sus sentimientos, aunque no se han visto durante años. Una oportunidad para su reencuentro surge cuando Juan anuncia una competencia medieval de Arquería, en el cual el ganador recibirá un beso de Marian. Robin entra en el torneo disfrazado de un habitante de Devonshire y compite contra el Sheriff de Nottingham y otros competidores. Robin logra la victoria, pero su disfraz es descubierto por Juan, quien ordena su ejecución. Se salva porque Little John, que se encuentra disfrazado como duque, amenaza a Juan, comenzando una batalla entre Robin, Little John contra los Guardias de Juan. Robin y Marian se reúnen y el bandolero le pide matrimonio, a lo que la dama responde que sí, y la gente del pueblo se refugia en el bosque de Sherwood donde ironizan la figura de Juan como "rey inglés pelele".
Enfurecido por esto, Juan aumenta los impuestos a cantidades imposibles y todos los que no paguen serán encarcelados y confiscará sus pertenencias (incluyendo a Alan-a-Dale) y organiza su ejército para capturar a Robin. El Sheriff visita a las iglesia del fraile Tuck en donde roba dinero de una caja de limosnas, enfureciendo al fraile Tuck, y provocando un ataque por parte de este hacia el Sheriff, lo que conduce a su arresto por insultar a la corona y por golpear al sheriff. Juan decide ejecutar al fraile Tuck para capturar a Robin, lo que llevó a Robin y Little John a rescatarlo. En la noche antes de colgar al fraile Tuck, Robin le roba una gran cantidad de dinero de impuestos a Juan, mientras que Little John libera al fraile Tuck y a la gente del pueblo. El Sheriff se enfrenta a Robin en el castillo de Juan, provocando un incendio en el castillo. Robin se ve obligado a huir a la torre del castillo, cayendo en un río. Él sobrevive, con gran enfado de Juan, y la destrucción del castillo que perteneció a la madre de Juan, lo que lo envía por encima de la locura. 
Más tarde, Alan-a-Dale cuenta que el rey Ricardo regresó y además de perdonar las acciones de Robin por las que su hermano le puso en búsqueda y captura, envió a Juan y al Sheriff a la prisión. Finalmente, Robin y Lady Marian se casan en la iglesia del fraile Tuck.

## Personajes
Personajes principales
- Robin Hood: el protagonista principal de la película y basado del protagonista principal de las leyendas de Robín Hood. Es un zorro forajido, que después de luchar en las Cruzadas, regresó a Nottingham y se dedica a robarle a los ricos sus dineros y pertenencias para ayudar a la gente de Nottingham y se convierte en el héroe de dicho lugar. Junto con la ayuda de Little John, del Fraile Tuck y de muchos desafortunados, deciden luchar contra el príncipe Juan y el Sheriff de Nottingham.

- Little John: basado en Little John de las leyendas de Robin Hood. Es un oso forajido y bailarín, antes John fue un peligroso ladrón que deseaba a robar a la gente del pueblo para volverse rico. Robin luchó contra él hasta que se hicieron amigos y juntos deciden luchar contra el príncipe Juan, convirtiéndose en los héroes de Nottingham.

- Srta. Marian: basada en Lady Marian. Es una zorra emparentada con el Rey Ricardo y el príncipe Juan (es su sobrina), pero también es la novia de Robin Hood, con quien logra casarse tras el regreso del Rey Ricardo.

- Fraile Tuck: basado en Fraile Tuck de las Leyendas de Robin Hood. Es un tejón forajido y uno de la banda de Robin. Antes, Tuck fue un amigo de Little John y lo ayudó a robar el dinero de la gente de Nottingham para volverse ricos. Robin luchó contra ellos hasta que se hicieron amigos y juntos deciden luchar contra el príncipe Juan y el sheriff.

Antagonistas
- Príncipe Juan: basado en Juan I de Inglaterra. Es un león sin melena que usurpa el trono después de que él y su secuaz Sir Hiss envían al Rey Ricardo (hermano mayor de Juan) a una guerra de Cruzadas, además de obligar a los habitantes de Nottingham a pagarle impuestos que emplea para volverse rico, razones por las que Robin Hood, Little John y el Fraile Tuck están en su contra, junto con muchos habitantes de Nottingham. Su mayor deseo es atrapar y ejecutar a Robin Hood para impedir que siga robándose el dinero que él y sus secuaces robaron en primer lugar.

- Sir Hiss: es una serpiente y compañero del príncipe Juan. Lo ayudó a deshacerse del Rey Ricardo para usurpar el trono, además de ayudarlo en sus intentos de atrapar a Robin Hood. Siempre se da cuenta cuando Robin y Little John (disfrazados) pretenden robarle dinero al príncipe, pero por más que lo advierte, su compañero se niega a creerle, hasta que se consuma el robo.

- Sheriff de Nottingham: es un lobo y jefe de las tropas fieles al príncipe Juan. Él se encarga de recaudar impuestos (arrebatándoles el dinero a los habitantes de Nottingham) para entregárselos a su "rey", razón por la que el Fraile Tuck lo desprecia, llamándole Malvado.

El doblaje al español, realizado en México en 1973, corrió a cargo de Edmundo Santos, este doblaje aún es usado en la actualidad en los países de habla hispana.

## Doblaje
| Personaje             | Animal (antrópomórfico) | Actor original                                | Actor hispanoamericano                                |
| --------------------- | ----------------------- | --------------------------------------------- | ----------------------------------------------------- |
| Robin Hood            | Zorro rojo              | Brian Bedford                                 | Rafael del Río                                        |
| Srta. Marian          | Zorra roja              | Monica Evans (diálogos) Nancy Adams (canción) | Diana Santos (diálogos) Hilda Loftus (canción)        |
| Little John           | Oso                     | Phil Harris                                   | Flavio                                                |
| Fraile Tuck           | Tejón                   | Andy Devine                                   | Pedro d'Aguillón                                      |
| Lady Kluck            | Gallina                 | Carole Shelley                                | María Santander                                       |
| Alan-a-Dale           | Gallo                   | Roger Miller                                  | José Manuel Rosano (diálogos) Julio Salazar (canción) |
| Príncipe Juan         | León sin melena negra   | Peter Ustinov                                 | Carlos Riquelme                                       |
| Sheriff de Nottingham | Lobo                    | Pat Buttram                                   | Francisco Colmenero                                   |
| Sir Hiss              | Serpiente gigante       | Terry-Thomas                                  | José Manuel Rosano                                    |
| Skippy                | Conejo                  | Billy Whitaker                                | Edmundo Santos Jr.                                    |
| Sis                   | Coneja                  | Dana Laurita                                  | Rocío Brambila                                        |
| Tagalong              | Coneja                  | Dori Whitaker                                 | Tony Assael                                           |
| Toby                  | Tortuga                 | Richie Sanders                                | Gloria Martha Obregón                                 |
| Tiro Listo            | Buitre                  | George Lindsey                                | Luis Bayardo                                          |
| Lelo                  | Buitre                  | Ken Curtis                                    | Arturo Mercado                                        |
| Otto                  | Sabueso                 | J. Pat O'Malley                               | Esteban Siller Garza                                  |
| Mamá Coneja           | Coneja                  | Barbara Luddy                                 | Genoveva Pérez                                        |
| Capitán Cocodrilo     | Cocodrilo               | Candy Candido                                 | Francisco Colmenero                                   |
| Rey Ricardo           | León con melena negra   | Peter Ustinov                                 | Francisco Colmenero                                   |

## Producción
Robin Hood es bien conocida por su reciclaje de animaciones anteriores. Si bien no fue la primera vez que Disney recicló la animación para ahorrar costes de producción, pues esta técnica económica se empleó desde Saludos amigos, la película prácticamente autocopió diseños originales de sus antecesoras, concretamente: Snow White and the Seven Dwarfs, La Cenicienta, Alicia en el país de las maravillas, Peter Pan, El libro de la selva y Los Aristogatos. Aunque esto provocó una reacción negativa por parte de la crítica en los años 1970, para la opinión popular fue considerado como una especie de "homenaje" al Disney clásico, ya que Robin Hood fue el primer largometraje animado producido con total independencia de Walt Disney y Roy O. Disney.

## Estreno
La película fue estrenada originalmente en 1973, seguido de un relanzamiento en 1982. La película fue estrenada en cinta de vídeo en 1984, 1991, 1994 y 1999 (estos dos últimos se encontraban en el grupo de Colección de Oro de Walt Disney). En 2000, fue lanzado en DVD; y el 28 de noviembre de 2006, la película fue remasterizada, incluyendo en la nueva edición una escena eliminada o final alternativo, así como una transferencia de mate 16:09 que representará a su proporción original de pantalla de cine.